# 李正廷
李正廷（1911年8月—2003年4月25日），男，陕西富县人，中华人民共和国政治人物，曾任中共兰州市委书记，甘肃省人大常委会副主任。